# Sitona puncticollis
Sitona puncticollis es una especie de escarabajo del género Sitona, familia Curculionidae. Fue descrita científicamente por Stephens en 1831.
Se distribuye por Europa. Habita en Suecia, Polonia, Reino Unido, Francia, Alemania, Estonia, Países Bajos, Portugal, Finlandia, Austria, Noruega, Eslovaquia, Serbia, Grecia, Dinamarca, Italia, Turquía, Hungría, Rusia, Bulgaria, Suiza, Rumania, Afganistán, Bélgica, Bielorrusia, España, Israel, Marruecos, Eslovenia, Ucrania y Noruega.

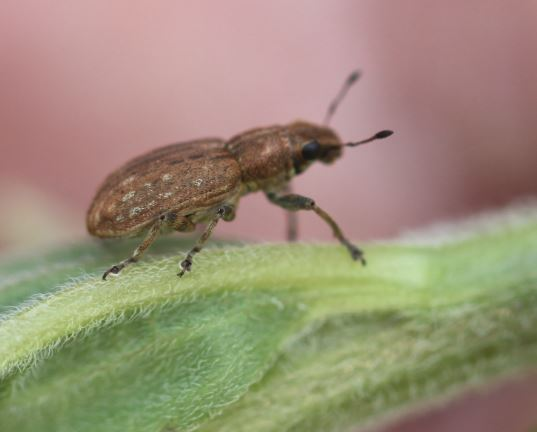
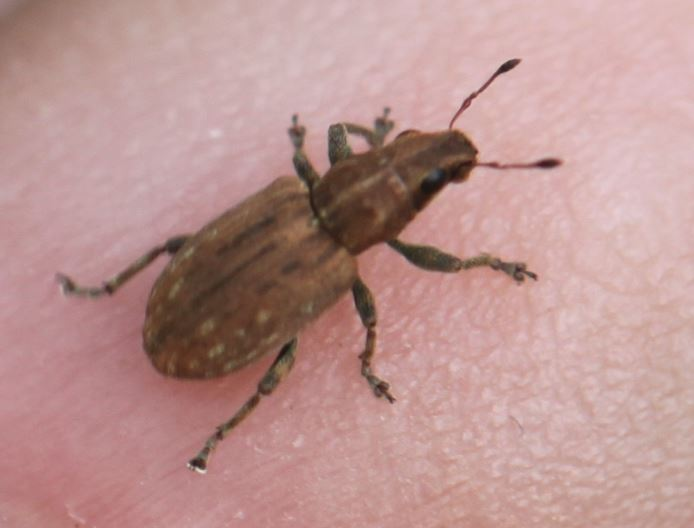
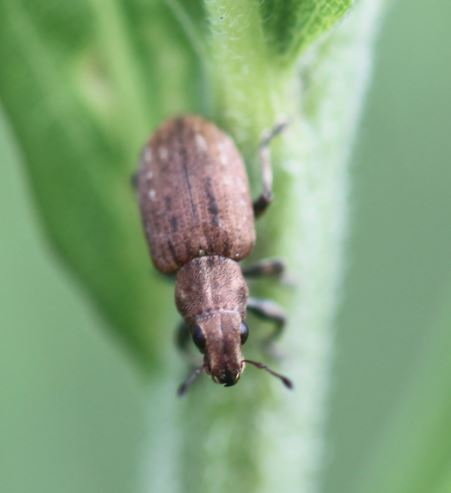